# Anna di Sassonia (1567-1613)

Stemma Wettin

Anna di Sassonia (Dresda, 16 novembre 1567 – Coburgo, 27 gennaio 1613) è stata una nobildonna tedesca, membro della Casata dei Wettin (ramo Albertino), e per matrimonio duchessa di Sassonia-Coburgo-Eisenach.

## Biografia
Era la dodicesima di quindici figli nati dal primo matrimonio di Augusto I di Sassonia e Anna di Danimarca. Solo tre figli raggiunsero l'età adulta: Elisabetta (per matrimonio contessa palatina di Simmern), Cristiano I di Sassonia e Dorotea (per matrimonio duchessa di Brunswick-Wolfenbüttel).
Il 4 maggio 1584, e senza il consenso di suo padre, Anna si fidanzò con Giovanni Casimiro di Sassonia-Coburgo. Il matrimonio finalmente ebbe luogo a Dresda, il 16 gennaio 1586, e ricevette 30.000 talleri in dote e la città di Römhild come dote. La gioviale e allegra duchessa organizzava magnifici festeggiamenti nella sua nuova corte.
Tuttavia, il matrimonio fallì rapidamente. Giovanni Casimiro preferiva cacciare e quindi trascorrere diverse settimane lontano dalla moglie. Dalla fine del mese di settembre 1593 la duchessa era un'adultera. Giovanni Casimiro ordinò immediatamente l'arresto di Anna e del suo amante, Ulrico del Lichtenstein. Nonostante le lettere che Anna scrisse al marito e alla sua famiglia chiedendo pietà, il 12 dicembre, lo Schöppenstuhl (Alta Camera del Tribunale) di Jena annullò ufficialmente il matrimonio e condannò i due amanti alla decapitazione con la spada. Giovanni Casimiro, all'ultimo momento, decise di cambiare la pena di morte in ergastolo.
Anna fu mandata prima a Eisenach, poi al castello di Calenberg, nel 1596 nell'antico monastero di Sonnefeld e infine nel 1603 a Coburgo, dove morì nel 1613, all'età di 45 anni. Fu sepolta nella Klosterkirche a Sonnefeld. Ulrico morì vent'anni dopo in prigione l'8 dicembre 1633, appena tre giorni dopo che gli era stato comunicato il suo rilascio.
Nel 1599 Giovanni Casimiro contrasse un secondo matrimonio con Margherita di Brunswick-Lüneburg. Umiliato dalla prima moglie, festeggiò in questa occasione, con il celebre Coburg Taler: sul dritto mostrava una coppia di baci con la scritta WIE KVSSEN SICH DIE ZWEY SO FEIN (Un bel bacio tra i due), mentre, al contrario, Anna era raffigurata vestita da suora, con la scritta: WER KVST MICH - ARMI NVNNELIN (chi bacerai adesso, povera suora?).

## Ascendenza
|                                             |                             |                                             | Genitori                                       |  |  | Nonni |  |  | Bisnonni                           |  |  | Trisnonni                                      |  |
|                                             |                             |                                             |                                                |  |  |       |  |  | Alberto III, VIII duca di Sassonia |  |  | Federico II, VII principe elettore di Sassonia |  |
|                                             |                             |                                             |                                                |  |  |       |  |  | Alberto III, VIII duca di Sassonia |  |  | Federico II, VII principe elettore di Sassonia |  |
|                                             |                             | Margherita d'Austria                        |                                                |  |  |       |  |  | Alberto III, VIII duca di Sassonia |  |  |                                                |  |
| Enrico IV, X duca di Sassonia               |                             |                                             |                                                |  |  |       |  |  | Alberto III, VIII duca di Sassonia |  |  |                                                |  |
|                                             |                             | Sidonia di Boemia                           | Giorgio, re di Boemia                          |  |  |       |  |  |                                    |  |  |                                                |  |
|                                             |                             | Sidonia di Boemia                           | Giorgio, re di Boemia                          |  |  |       |  |  |                                    |  |  |                                                |  |
|                                             |                             | Sidonia di Boemia                           | Cunegonda di Sternberg                         |  |  |       |  |  |                                    |  |  |                                                |  |
| Augusto, XIII principe elettore di Sassonia |                             | Sidonia di Boemia                           |                                                |  |  |       |  |  |                                    |  |  |                                                |  |
|                                             |                             | Magnus II, VII duca di Meclemburgo-Schwerin | Enrico IV, V duca di Meclemburgo-Schwerin      |  |  |       |  |  |                                    |  |  |                                                |  |
|                                             |                             | Magnus II, VII duca di Meclemburgo-Schwerin | Enrico IV, V duca di Meclemburgo-Schwerin      |  |  |       |  |  |                                    |  |  |                                                |  |
|                                             |                             | Magnus II, VII duca di Meclemburgo-Schwerin | Dorotea di Brandeburgo                         |  |  |       |  |  |                                    |  |  |                                                |  |
| Caterina di Meclemburgo-Schwerin            |                             | Magnus II, VII duca di Meclemburgo-Schwerin |                                                |  |  |       |  |  |                                    |  |  |                                                |  |
|                                             |                             | Sofia di Pomerania-Wolgast                  | Eric II, VIII duca di Pomerania-Wolgast        |  |  |       |  |  |                                    |  |  |                                                |  |
|                                             |                             | Sofia di Pomerania-Wolgast                  | Eric II, VIII duca di Pomerania-Wolgast        |  |  |       |  |  |                                    |  |  |                                                |  |
|                                             |                             | Sofia di Pomerania-Wolgast                  | Sofia di Pomerania-Stolp                       |  |  |       |  |  |                                    |  |  |                                                |  |
| Anna di Sassonia                            |                             | Sofia di Pomerania-Wolgast                  |                                                |  |  |       |  |  |                                    |  |  |                                                |  |
|                                             | Federico I, re di Danimarca | Cristiano I, re di Danimarca                |                                                |  |  |       |  |  |                                    |  |  |                                                |  |
|                                             | Federico I, re di Danimarca | Cristiano I, re di Danimarca                |                                                |  |  |       |  |  |                                    |  |  |                                                |  |
|                                             | Federico I, re di Danimarca | Dorotea di Brandeburgo-Kulmbach             |                                                |  |  |       |  |  |                                    |  |  |                                                |  |
| Cristiano III, re di Danimarca              | Federico I, re di Danimarca |                                             |                                                |  |  |       |  |  |                                    |  |  |                                                |  |
|                                             |                             | Anna del Brandeburgo                        | Giovanni I, X principe elettore di Brandeburgo |  |  |       |  |  |                                    |  |  |                                                |  |
|                                             |                             | Anna del Brandeburgo                        | Giovanni I, X principe elettore di Brandeburgo |  |  |       |  |  |                                    |  |  |                                                |  |
|                                             |                             | Anna del Brandeburgo                        | Margherita di Sassonia                         |  |  |       |  |  |                                    |  |  |                                                |  |
| Anna di Danimarca                           |                             | Anna del Brandeburgo                        |                                                |  |  |       |  |  |                                    |  |  |                                                |  |
|                                             |                             | Magnus I, IV duca di Sassonia-Lauenburg     | Giovanni V, III duca di Sassonia-Lauenburg     |  |  |       |  |  |                                    |  |  |                                                |  |
|                                             |                             | Magnus I, IV duca di Sassonia-Lauenburg     | Giovanni V, III duca di Sassonia-Lauenburg     |  |  |       |  |  |                                    |  |  |                                                |  |
|                                             |                             | Magnus I, IV duca di Sassonia-Lauenburg     | Dorotea di Brandeburgo                         |  |  |       |  |  |                                    |  |  |                                                |  |
| Dorotea di Sassonia-Lauenburg               |                             | Magnus I, IV duca di Sassonia-Lauenburg     |                                                |  |  |       |  |  |                                    |  |  |                                                |  |
|                                             |                             | Caterina di Brunswick-Wolfenbüttel          | Enrico IV, IX duca di Brunswick-Wolfenbüttel   |  |  |       |  |  |                                    |  |  |                                                |  |
|                                             |                             | Caterina di Brunswick-Wolfenbüttel          | Enrico IV, IX duca di Brunswick-Wolfenbüttel   |  |  |       |  |  |                                    |  |  |                                                |  |
|                                             |                             | Caterina di Brunswick-Wolfenbüttel          | Caterina di Pomerania-Wolgast                  |  |  |       |  |  |                                    |  |  |                                                |  |
|                                             |                             | Caterina di Brunswick-Wolfenbüttel          |                                                |  |  |       |  |  |                                    |  |  |                                                |  |